# Palácio Ristiḱ
O Palácio Ristiḱ (Cirílico sérvio: Ристићева палата; macedónio: Ристиќева палата, Ristikjeva palata) é um edifício simbólico monumental na Praça da Macedônia (com o sinal 'СКОПСКО' no topo, que significa 'Skopsko', uma marca popular de cerveja local) em Escópia, Macedônia do Norte. O palácio está localizado no lado sul do rio Vardar, na parte sul da Praça da Macedônia. Um há é a Casa Memorial de Madre Teresa e a sede do Ministério dos Transportes e Comunicações da Macedônia. Foi construído em 1926 e atualmente é usado como um bloco de escritórios.

## História
Construído em 1926 pelo sérvio Vladislav Ristiḱ (Cirílico sérvio: Владислав Ристић), um farmacêutico, o edifício abrigava escritórios no piso térreo, com a família Ristiḱ vivendo nos outros andares. No entanto, agora é um complexo de escritórios de negócios.
O palácio é um dos poucos grandes edifícios em Escópia desse período que sobreviveu aos choques do terremoto de 1963, que ocorreu na então parte da RSF Iugoslávia, agora na Macedônia do Norte. O projeto arquitetônico do prédio é creditado a Dragutin Maslać e o crédito de construção é a Danilo Stanković, que forneceu os aspectos esculturais do edifício.
Ameaçada pela destruição de uma só vez, por se tratar de uma alegada área de construção ilegal de cerca de 50 metros quadrados, uma lei foi aprovada pelo governo de Escópia , que preserva o palácio como um marco do Patrimônio Cultural.

## Descrição

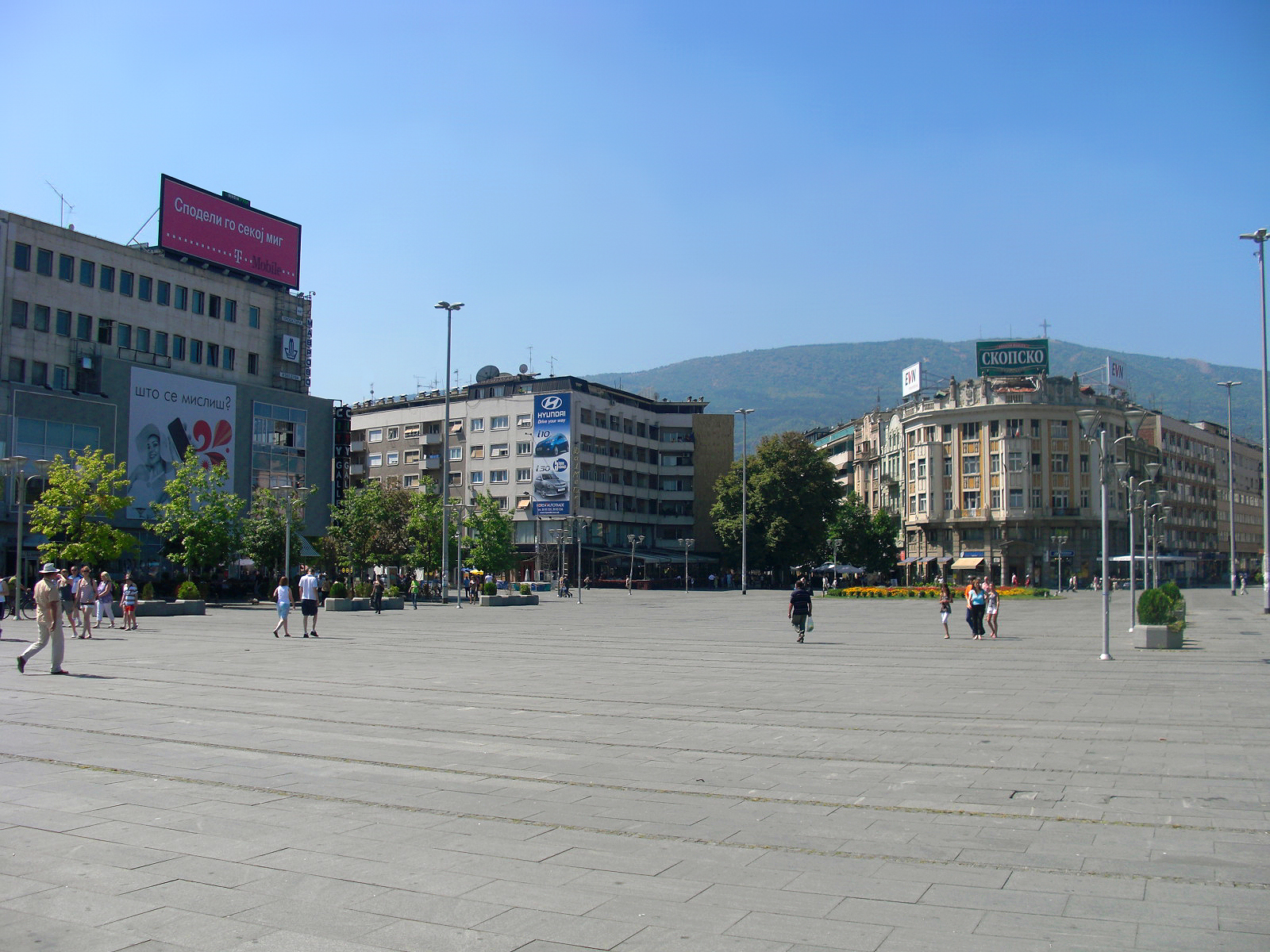
Vista da Praça da Macedônia

O palácio foi nomeado após seu proprietário, Vladislav Ristiḱ. Projetado por Dragutin Maslać, é típico dos edifícios que foram construídos por empresários ricos de Skopje. O térreo antigamente abrigava os centros de negócios, o porão era usado como lojas e os andares superiores eram usados para fins residenciais pelo proprietário e sua família. Mesmo na época em que foi construído, o prédio tinha muitas instalações modernas, como geladeira, que funcionava no gelo, telefones e toaletes e banheiros anexados a cada cômodo.
O Palácio Ristiḱ é um edifício pintado em bege e creme, além do porão, inclui o piso térreo, um primeiro andar, depois um meio composto por três andares e, em seguida, o sótão e a parte do telhado do edifício, que contém a faixa no topo. O piso térreo hoje contém lojas e flores são vendidas à direita do prédio. Dois dos quartos no segundo andar contêm pequenas varandas com vista para a praça. Os trilhos são baixos, mas elegantemente projetados. Acima das duas sacadas, entre o segundo e o terceiro andar e novamente acima, entre o terceiro e o quarto andares, estão desenhos simétricos esculturais pintados de branco/creme, consistindo de dois, lado a lado, acima de cada janela, de modo que oito no total o quadrado
Quando o edifício foi construído, os designers e arquitetos estavam cientes das condições sísmicas da área, com base na experiência do passado de incidência de terremotos e seus efeitos prejudiciais em edifícios, particularmente em cidades metropolitanas como Escópia. Eles levaram os devidos cuidados para dar conta dos parâmetros sísmicos baseados na magnitude dos terremotos como fatores de projeto no projeto do edifício. Esta é uma das razões pelas quais o palácio sobreviveu aos efeitos do terremoto de 1963 em Escópia; terremoto foi de magnitude de 6,1 que ocorreu em 26 de julho de 1963, causando a morte de 1.070 pessoas. O Palácio Ristiḱ foi um dos poucos edifícios que sobreviveram, sendo que quase 70% dos edifícios da cidade foram destruídos. A maioria dos edifícios em Escópia foi construída com paredes verticais de carga e esta é uma das razões atribuídas para o colapso. Outras razões mencionadas para o colapso são o uso dos materiais usados na construção. No caso do palácio, foram seguidos padrões mais modernos de construção.

## Galeria

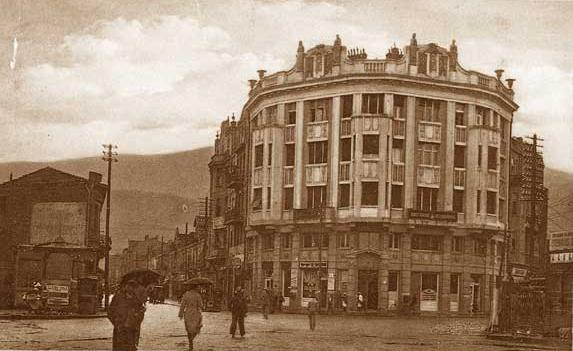
Palácio Ristiḱ em 1926, recém construído
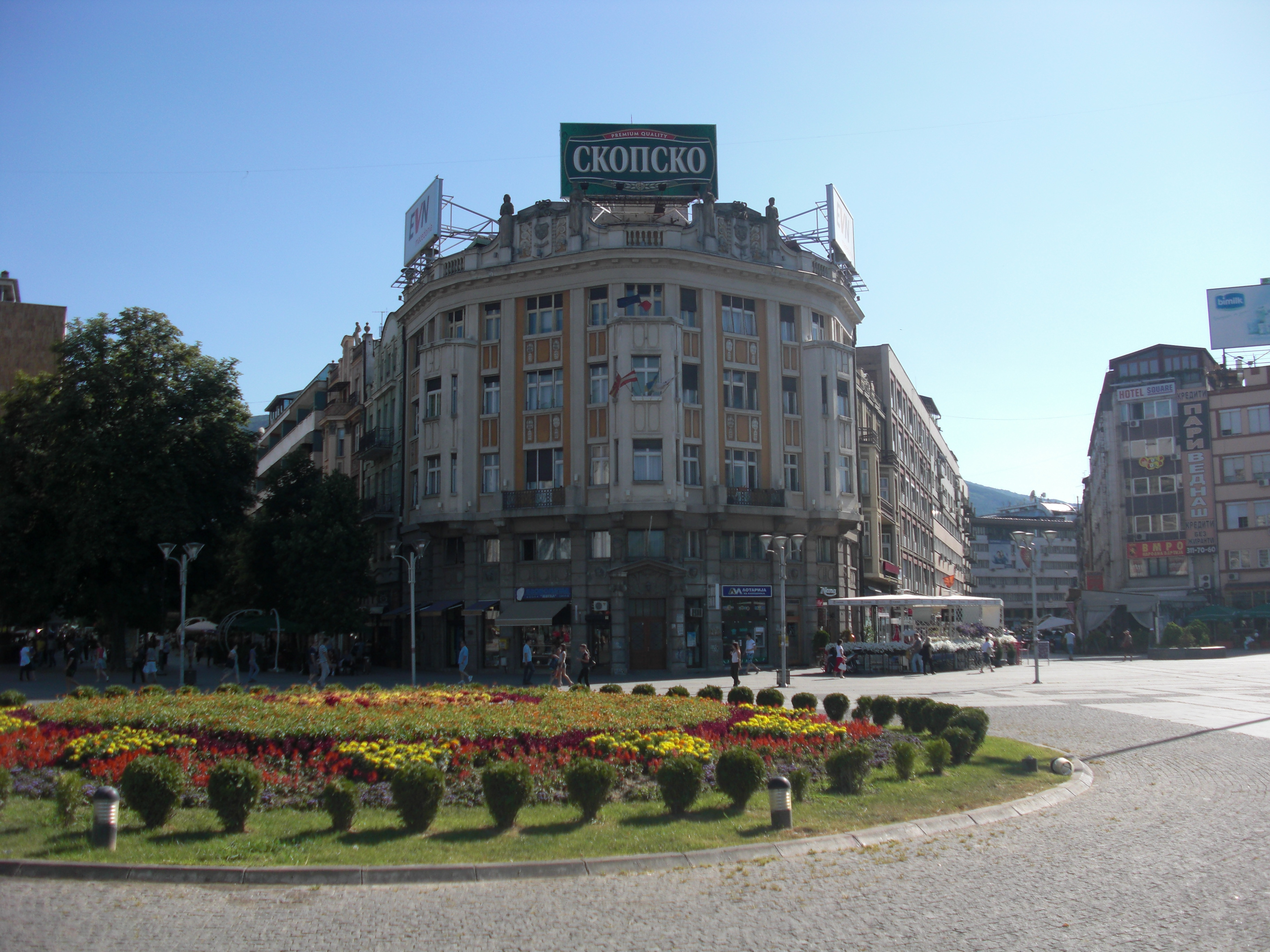
Palácio Risti atualmente
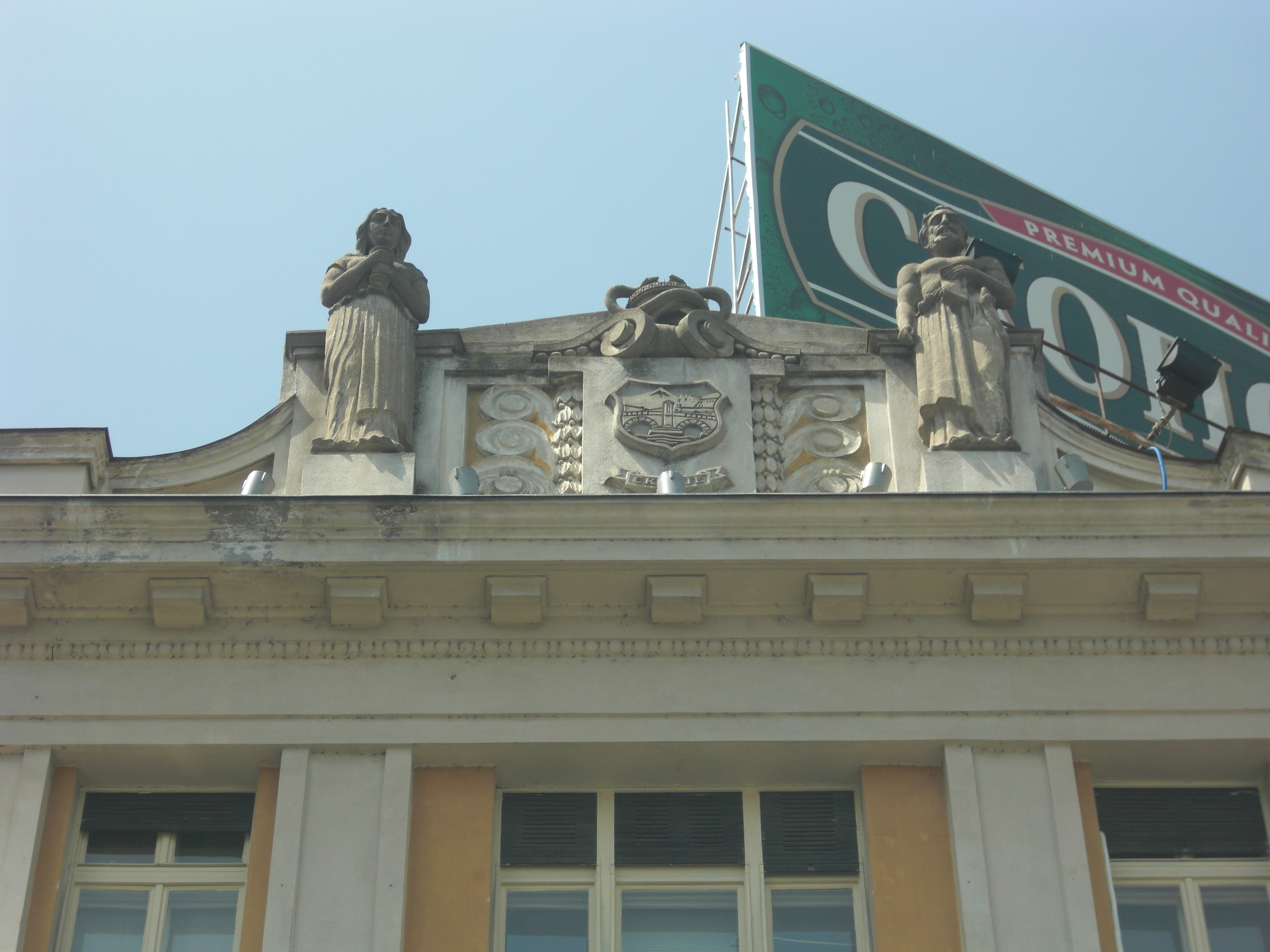
Detalhes das esculturas do edifício
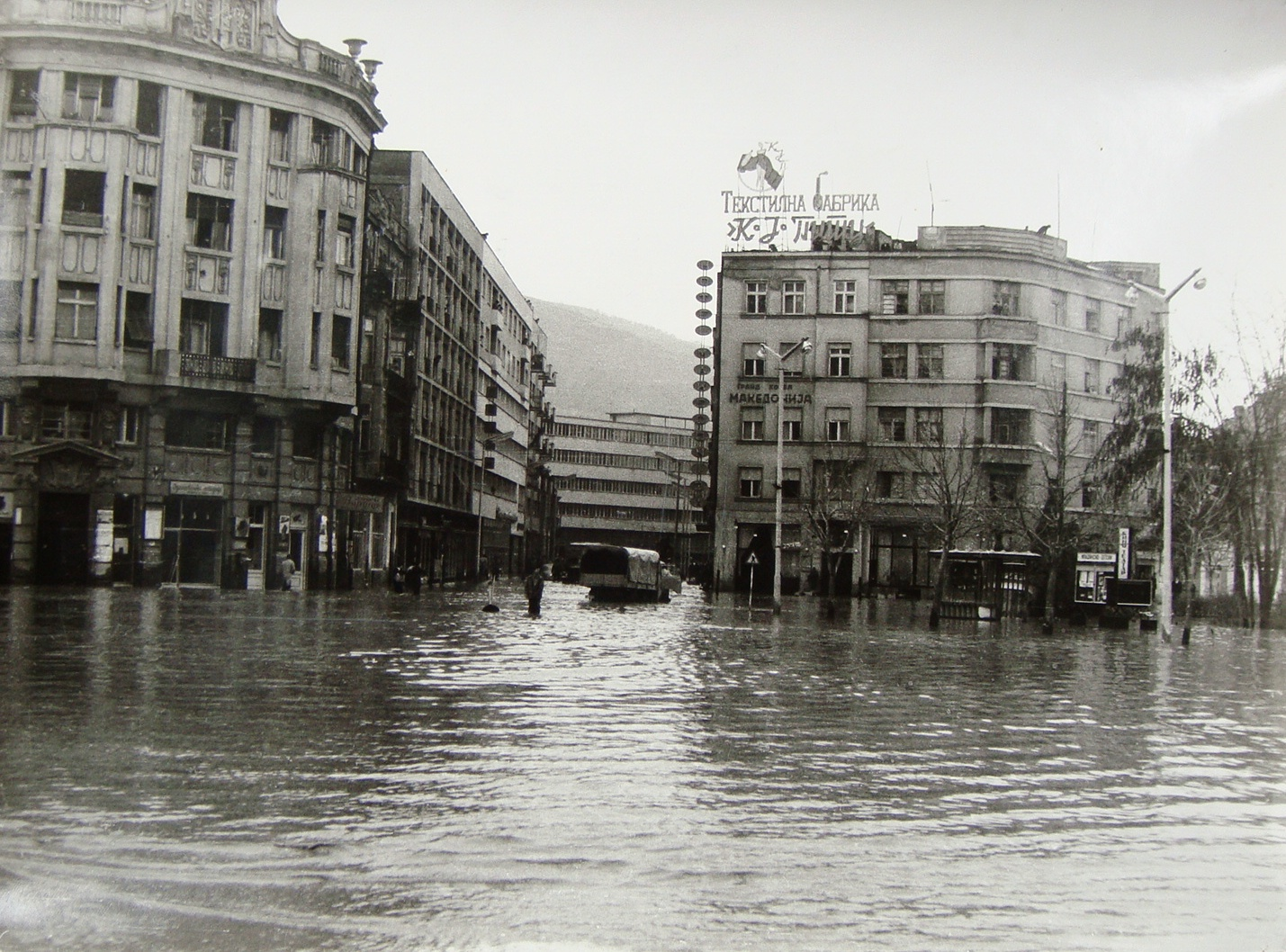
Inundações em 1962, em Escópia